# Traction mécanique (orgue)

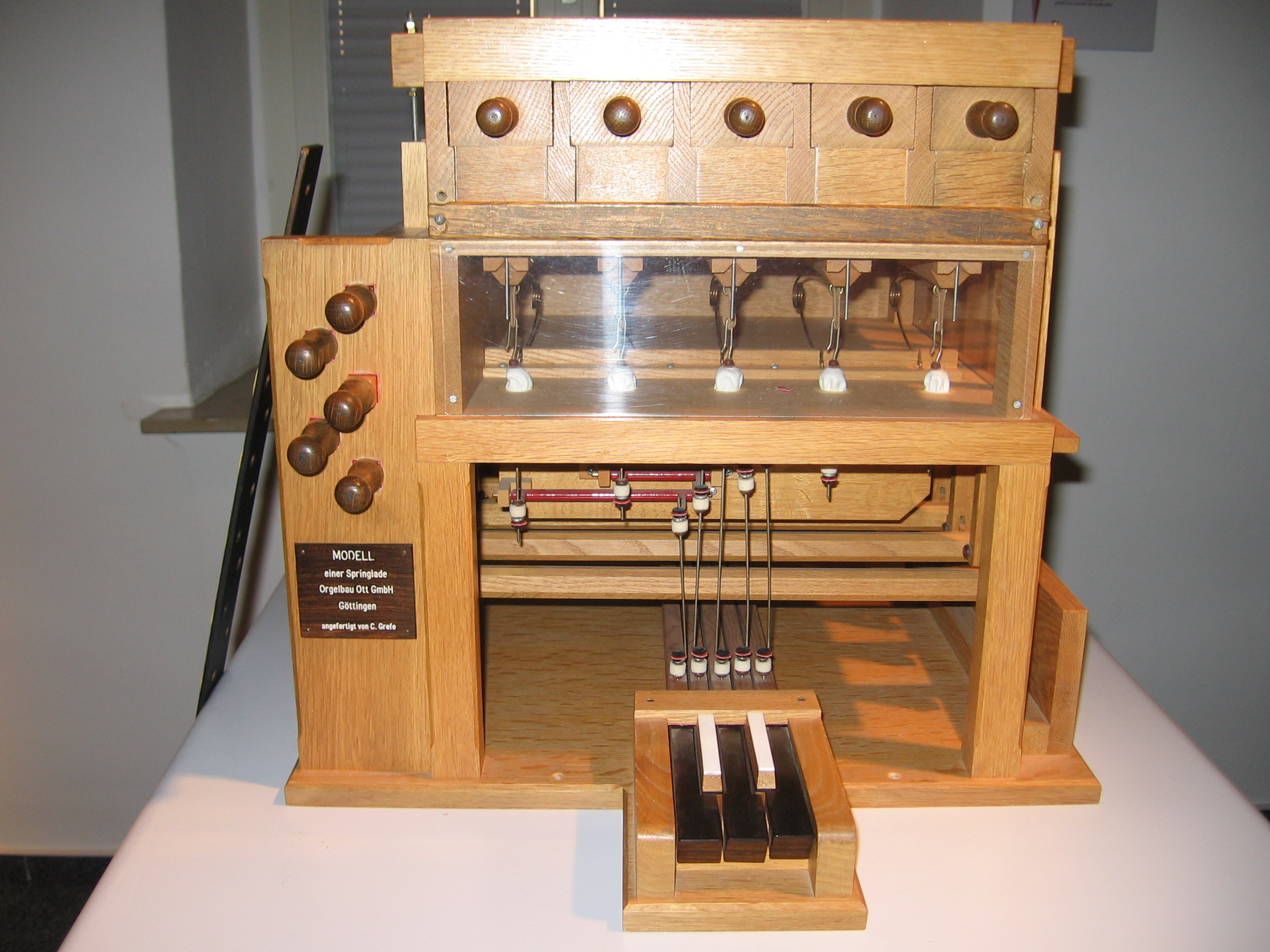
Cette maquette montre le principe de la traction mécanique : le mouvement de la touche est transmis à la vergette verticale, reporté à l'horizontale par l'abrégé et finalement au jonc vertical qui tire la soupape vers le bas

Dans l'orgue à tuyaux, la traction mécanique est la technique traditionnelle, la plus ancienne, permettant de transmettre les commandes de l'organiste aux soupapes qui commandent l'admission du vent dans les tuyaux sonores et donc la production du son.
Cette transmission se compose d’un ensemble de leviers, de renvois en équerre, de tringles mobiles appelées vergettes, reliant l’arrière de la touche à la soupape. Le fonctionnement doit être tel que quand on enfonce la touche (et donc que l'arrière de celle-ci se lève, la soupape correspondante s'abaisse).

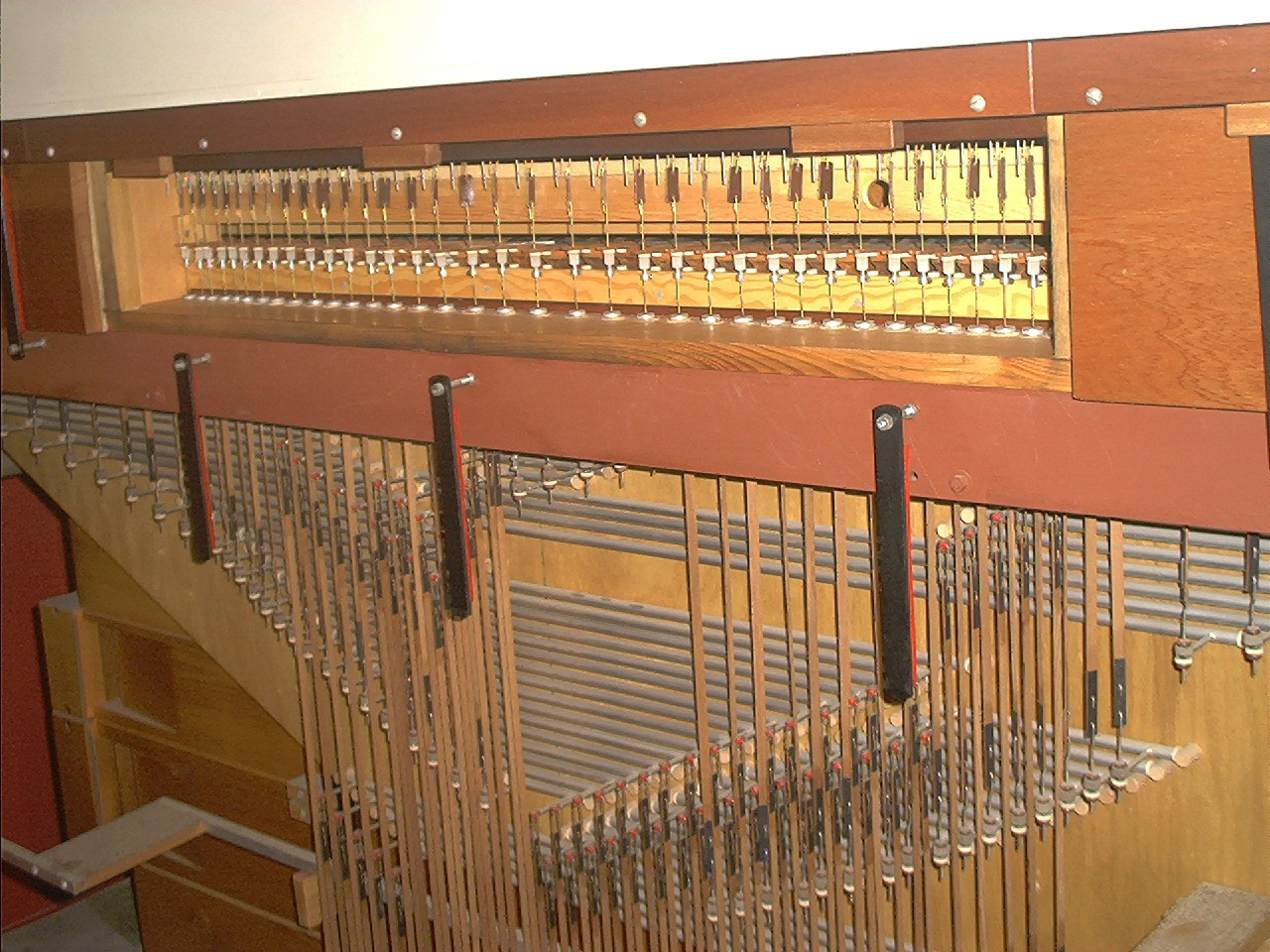
Traction mécanique d'un orgue

Cette technique (toujours en usage aujourd’hui) demande une grande minutie de réalisation pour que le mouvement soit précis et le mécanisme le plus léger possible au toucher. La réduction des frottements a une grande importance, et tout ici nécessite que la console soit le plus près possible du sommier. Le mécanisme est le plus simple lorsque le clavier est tout près du sommier : toutefois l’écartement des touches étant nécessairement plus petit que celui des soupapes (en raison de l’espacement des tuyaux : voir la photo ci-dessus), le mécanisme minimal nécessite ce qu’on appelle l’abrégé.
Ce principe de transmission reste en usage aujourd’hui, bénéficiant des connaissances et des moyens de fabrication modernes.
La transmission mécanique s'applique également au tirage des registres. Dans ce cas, les contraintes de légèreté et de souplesse sont beaucoup moins importantes.